# Nissan 350Z
Nissan 350Z — спортивний автомобіль, що випускається корпорацією Nissan Motor Co. 350Z — п'яте покоління автомобілів Nissan серії Z, починаючи з Datsun 240Z 1969 року.

## Історія створення

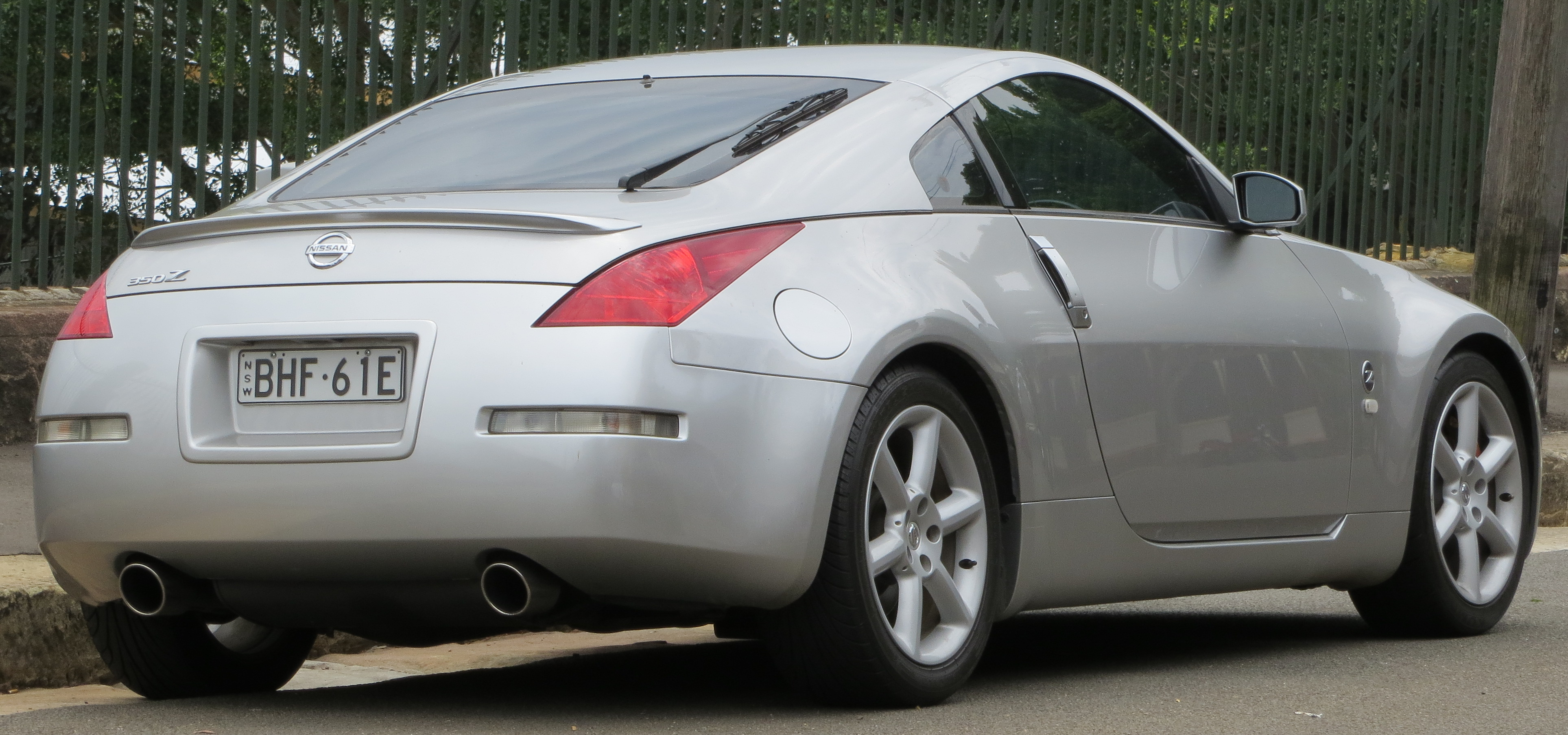
Nissan 350Z (Z33)

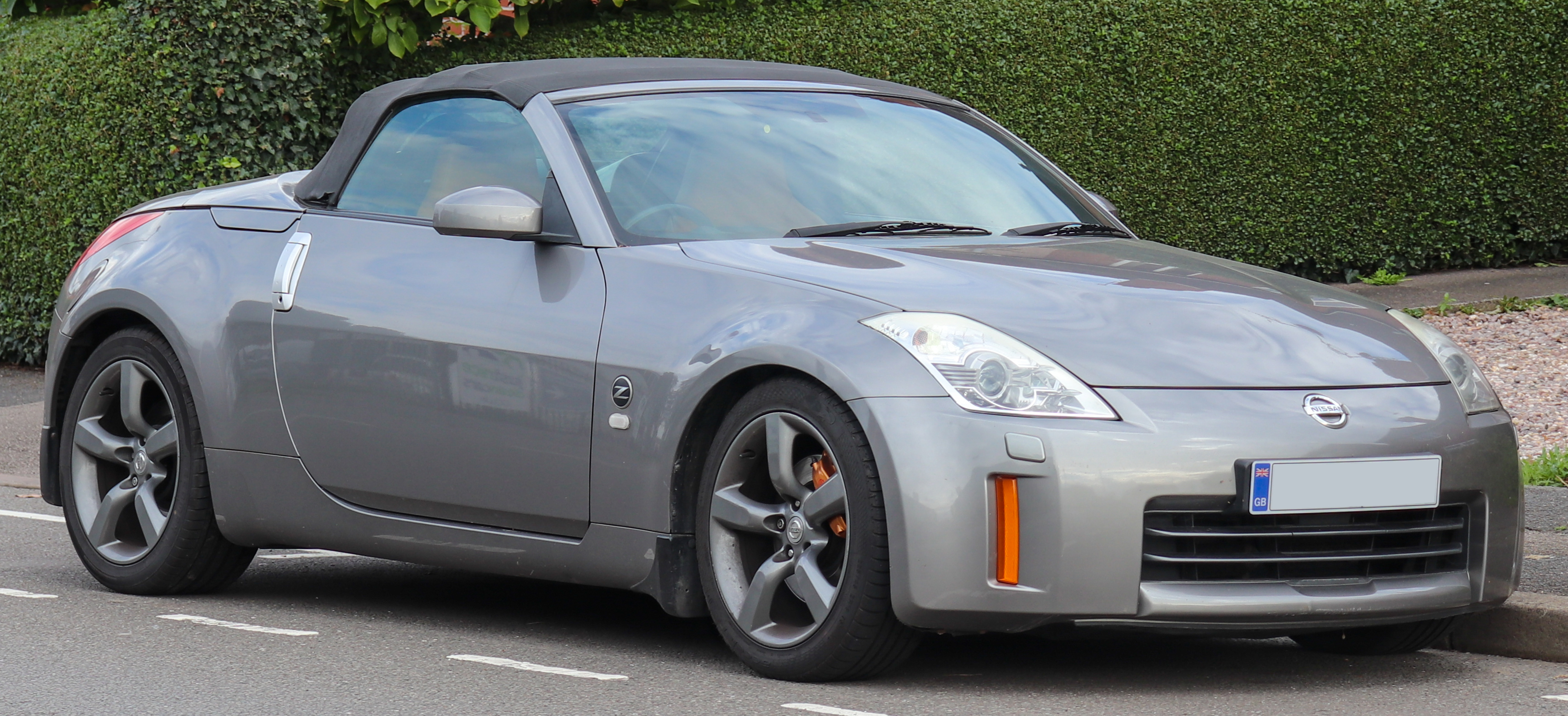
Nissan 350Z Roadster

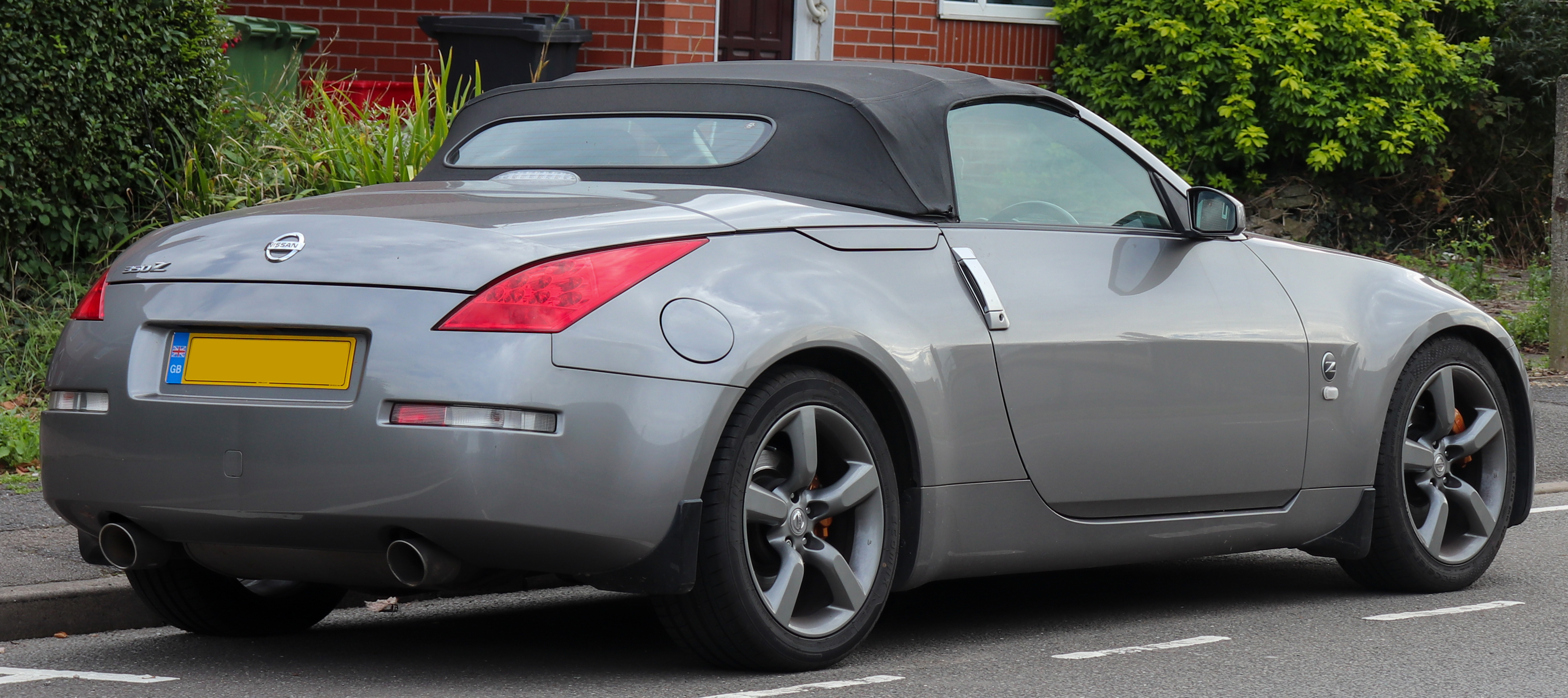
Nissan 350Z Roadster

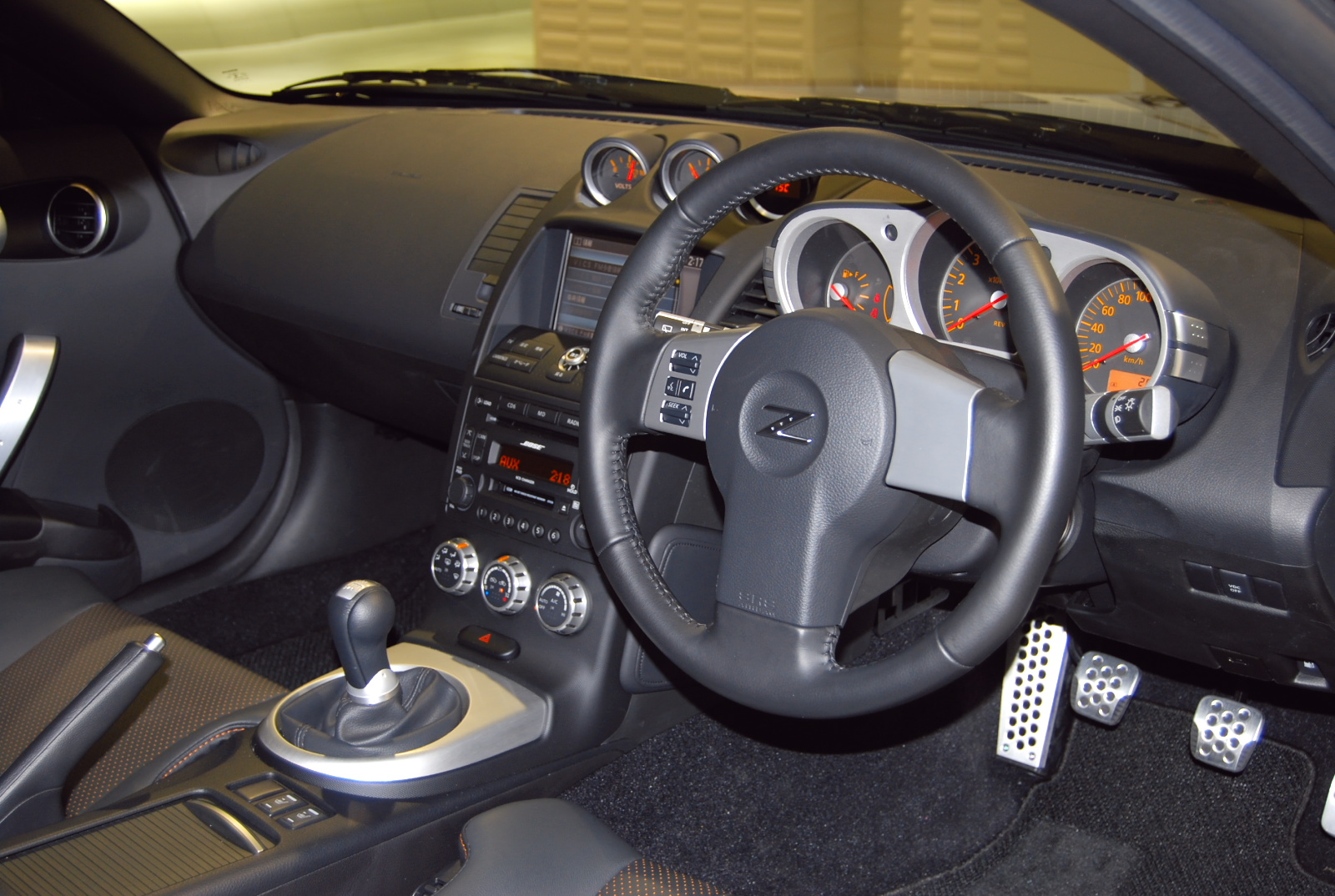

Після сходу моделі 300ZX з американського ринку в 1996 році, керівництво Nissan планувало його замінити новоствореним 240Z, спроектованим північноамериканським дизайнерським відділенням Nissan у вільний від основної роботи час. Концепт-кар був створений в липні 1998 року і показаний журналістам і дилерам. Ютака Катаяма, відомий як «батько Z-серії» показав малюнок концепту публіці, коли отримував нагороду в галузі двигунобудування. Зовнішність нового 240Z не сподобався дизайнерові оригінальному Nissan 240Z Есіхіко Мацуо, який порівняв його з моделями Bluebird і Leopard. Крім того, 200-сильний двигун об'ємом 2.4 л, у розрахунку на який проектувалася модель, був недостатньо потужним для сучасного спорткара.
Змінена модель, відома як Z Concept, була показана на Детройтському автосалоні двома роками по тому. Автомобіль зазнав зміни в дизайні, і стало також можливим встановити потужніший двигун, VQ35DE об'ємом 3.5 л. Це визначило назву серійної машини, 350Z.

## Компоновка і дизайн
350Z — задньопривідний 2-місний 2-дверний автомобіль з переднім розташуванням двигуна. Проект автомобіля був розроблений відділенням Nissan Design America, розташованим в Сан-Дієго, штат Каліфорнія. Особливості машини — довгий капот і коротка кабіна характерні для всіх машин Z-серії, оригінальні дверні ручки з полірованого алюмінію, масивні бампери, приладова панель, що регулюється разом з рульовою колонкою, відсутність «бардачка» в передній панелі.

## Рестайлінг 2009
Справжня легенда в світі спорткарів - Nissan 350Z, отримана після модернізації 2009 року, принесла косметичні оновлення і значні удосконалення його 3.5-літрового двигуна V6, не піддаючи його при цьому фундаментальним змінам. На 2009 рік серія родстерів 350Z включає Enthusiast, Touring and Grand Touring на додаток до існуючого ряду Coupe моделей 350Z (окремий перегляд). На основі блискучої FM Nissan (Front Mid-ship) платформи, версія з відкидним верхом цієї автомобільної легенди відповідає відмінним загальним показникам експлуатаційних якостей і функціональних можливостей, маючи при цьому вражаюче співвідношення ціни та якості. Орієнтований на конкурентів Mitsubishi Eclipse GT і Ford Mustang GT Premium (кабріолети), цей двомісний задньопривідний родстер, також в змозі конкурувати з ще більш дорогими варіантами з відкритим верхом, включаючи: Audi TT 3.2, BMW Z4 3.0, Mercedes-Benz SLK 350 і Porsche Boxster. 
На додаток до повністю обробленого тканиною даху з електроприводом, всі родстери 350Z володіють: 3.5-літровим V6 двигуном, стандартною шестиступінчастою механічною коробкою передач, (ABS), біксеноновими фарами, численними електричними допоміжними системами, автоматичним клімат-контролем, стерео AM/FM/CD і подвійними передніми подушками безпеки. Enthusiast моделі також відрізняються: регулюванням тягового зусилля, диференціалом обмеженого ковзання, багатофункціональним рульовим колесом і набором алюмінієвих педалей. 350Z Touring додає: шкіряні сидіння з підігрівом, преміальною аудіосистемою Bose на 240 ват зі здатністю XM Satellite Radio/mp3 і CD-чейнджер на шість дисків, у той час, як поліпшена версія Grand Touring включає Vehicle Dynamic Control і гальма Brembo. 

## Двигуни
- 3.5 л VQ35DE V6 280 к.с. (2002-2004)
- 3.5 л VQ35DE RevUp V6 301 к.с. (2005 (35th Anv & Track) & 2006)
- 3.5 л VQ35HR V6 313 к.с. (2007-2009)

## Продажі
| Рік  | продажі в США |
| ---- | ------------- |
| 2002 | 13,253        |
| 2003 | 36,728        |
| 2004 | 30,690        |
| 2005 | 27,278        |
| 2006 | 24,635        |
| 2007 | 18,957        |
| 2008 | 10,337        |

## Nissan 350Z в комп'ютерних іграх
У  Need for Speed: Underground,  Need for Speed: World,  Need for Speed: Carbon і  Need for Speed: Underground 2,  Need for Speed: ProStreet,  Need for Speed: Undercover,  Need for Speed: Shift Nissan 350Z став доступним автомобілем, а в Need for Speed: Underground 2 був авто Рейчел.
Також 350Z доступний для їзди в Test Drive Unlimited і Швидкість Онлайн